# (12711) Тукмит
(12711) Тукмит (лат. Tukmit) — небольшой околоземный астероид из группы аполлонов, который характеризуется сильно вытянутой орбитой, из-за чего он в процессе своего движения вокруг Солнца пересекает не только орбиту Земли, но и Марса. Астероид был открыт 19 января 1991 года американской женщиной-астрономом Джин Мюллер в Паломарской обсерватории и назван в честь Тукмита, одного из героев индейских мифов народа луисеньо о сотворении мира.

Орбита астероида Тукмит и его положение в Солнечной системе
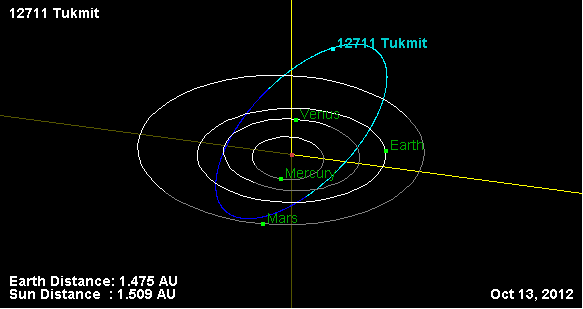
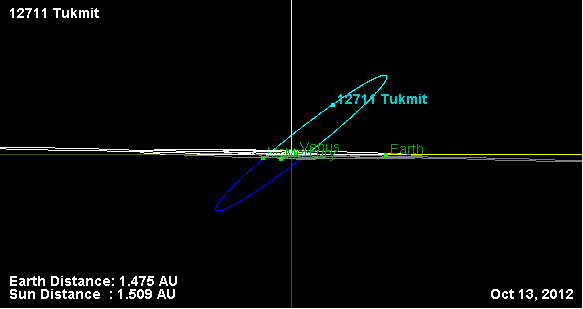
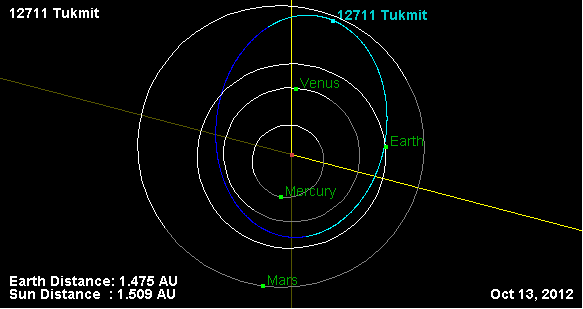